# Chiropterotriton mosaueri
Chiropterotriton mosaueri é uma espécie de salamandra da família Plethodontidae.
É endémica do México.
Os seus habitats naturais são: cavernas.
Está ameaçada por perda de habitat.
Já não era vista desde a sua primeira descrição em 1941, até que foi reencontrada em 2010 por uma expedição organizada pela Conservação Internacional, denominada "À procura dos Anfíbios Perdidos". Sean Rovito, da Universidade Nacional Autónoma do México descobriu vários indivíduos numa gruta na província de Hidalgo, no México.